# Rasmus Jarlov
Rasmus Jarlov (ur. 29 kwietnia 1977 w Aarhus) – duński polityk i ekonomista, parlamentarzysta, od 2018 do 2019 minister ds. biznesu.

## Życiorys
Z wykształcenia ekonomista, absolwent Handelshøjskolen i København. Pracował w przedsiębiorstwie farmaceutycznym Novo Nordisk i jako wykładowca na macierzystej uczelni. Zajął się również prowadzeniem własnej działalności gospodarczej w branży turystycznej.
Zaangażował się w działalność polityczną w ramach Konserwatywnej Partii Ludowej. Od 2007 kandydat tej partii do parlamentu. W latach 2010–2015 wchodził w skład rady miejskiej w Kopenhadze (Københavns Borgerrepræsentation). W 2010 był tymczasowym deputowanym (zastępując innego z posłów), następnie do 2011 sprawował mandat poselski. Do Folketingetu powrócił w wyniku wyborów w 2015, mandat utrzymywał także w 2019 i 2022.
W czerwcu 2018 wszedł w skład trzeciego rządu Larsa Løkke Rasmussena jako minister ds. biznesu. Zastąpił na tej funkcji Briana Mikkelsena. Urząd ten sprawował do czerwca 2019.